# 琴巌駅
琴巌駅（クマムえき）は大韓民国忠清北道清州市清原区にかつて存在した、大韓民国鉄道庁の駅である。

## 歴史
- 1960年2月21日：開業[1]。
- 1974年8月15日：複線化に伴い廃止[2]。